# Балух Юліан Йосипович
Юліан Йосипович Балух (нар. 2 січня 1940, с. Гнатковичі, Перемишльський повіт, Львівське воєводство, нині — Перемишльський повіт, Підкарпатське воєводство, Польща) — український диригент, доцент кафедри оркестрового диригування Львівської консерваторії.

## Біографія
Юліан Балух народився 2 січня 1940 року селі Гнатковичі у польському Закерзонні. У липні 1944 року радянські війська захопили село і згодом оголосили про передачу території Польщі, а українські родини у 1945 році добровільно-примусово виселили в СРСР. Така ж сама доля спіткала родину Балухів, яка під час вимушеного переселення, опинилася у с. Сокільники, тоді адміністративному центрі однойменного району, Львівської області.
Навчався у Сокільницькій середній школі. У 1960 році закінчив Львівське музично-педагогічне училище імені Філарета Колесси. Після закінчення якого у 1960–1962 роках працював викладачем Коломийського педагогічного училища. У 1962–1968 роках навчався на факультеті оркестрового диригування Львівської державної консерваторії імені М. В. Лисенка, де займався в класі оперно-симфонічного диригування професора, народного артиста України Миколи Колесси. Професійну диригентську кар'єру Юліан Йосипович розпочав асистентом керівника симфонічного оркестру, професора М. Ф. Колесси.
У 1968–1974 роках працює (за сумісництвом) художнім керівником і диригентом Бібрського народного симфонічного оркестру — лауреата багатьох обласних та республіканських фестивалів.
У 1968–1970 роках він працює викладачем, а у 1970–1976 роках — старшим викладачем та диригент-постановником оперного класу та оперної студії у Львівській консерваторії.
За роки роботи в оперній студії та оперному класі Юліан Йосипович здійснив ряд оперних постановок, а саме:
- «Алеко» С. Рахманінова;
- «Травіата» Дж. Верді;
- «Євгеній Онєгін» П. Чайковського;
- «Милана» Г. Майбороди.

Під його орудою у Львові вперше прозвучали такі маловідомі в Україні твори, як:
- 1968 рік — «Історія солдата» І. Стравінського;
- 1969 рік — сцени з опери «Довбуш» С. Людкевича;
- 1970 рік — третя дія опери «Дідона і Еней» Г. Персела.

Від 1976 року починає працювати на кафедрі народних інструментів, очолюючи студентський оркестр українських народних інструментів. Під його керівництвом оркестр збагатився новими якостями звучання, значно розширився репертуар колективу, зріс виконавський рівень. Велика кількість випускників класів оперної підготовки та оркестрового диригування Юліана Балуха тепер прикрашає діяльність багатьох оперних театрів, філармоній, творчих концертних колективів та мистецьких навчальних закладів.
З 1991 року — доцент кафедри оркестрового диригування. За час роботи у Львівській консерваторії Юліан Йосипович підготував ряд науково-методичних розробок та наукових досліджень, серед яких:
- «Диригентські схеми в різних підручниках» (порівняльна характеристика);
- «Основні педагогічні принципи професора М. Колесси»;
- «Творчі портрети випускників класу професора М. Колесси».

Юліан Балух веде активну громадсько-корисну діяльність, як член суспільно-культурного товариства «Надсяння» він організував хоровий колектив, який систематично виступає перед громадськістю Львова та українцями, що проживають у Польщі. Також свого часу був художнім керівником народного ансамблю пісні і танцю «Черемош».